# Prayut Chan-o-cha
Prayut Chan-o-cha (in thailandese ประยุทธ์ จันทร์โอชา, a volte translitterato Prayuth Chan-ocha; Nakhon Ratchasima, 21 marzo 1954) è un politico e generale thailandese.
È stato primo ministro della Thailandia dal 2014 al 2023, e si è ritirato dalla vita politica dopo la nomina del suo successore Srettha Thavisin.
Comandante in capo del Reale Esercito Thailandese dall'ottobre del 2010, guidò il colpo di Stato militare del 22 maggio 2014 che pose fine al governo ad interim di Niwatthamrong Boonsongpaisan. Due giorni prima aveva assunto il comando del Consiglio nazionale per la pace e per l'ordine, la giunta militare che prese il controllo del Paese dopo il colpo di Stato. Il 23 maggio si auto-proclamò primo ministro ad interim e il 21 agosto 2014 fu eletto primo ministro dal nuovo Parlamento nominato dalla giunta e composto principalmente da militari.
Il suo governo promosse la contestata Costituzione del 2017, che aumentò il potere dei militari nelle istituzioni e del nuovo sovrano Vajiralongkorn. Rimase primo ministro anche dopo essere andato in pensione e in seguito la carica gli fu confermata dopo le altrettanto contestate elezioni del 2019, appoggiato dal nuovo partito filo-militare Palang Pracharat di cui non fu membro. Nonostante le severe misure applicate contro le opposizioni, nel 2020 ebbero inizio le grandi dimostrazioni anti-governative che si protrassero fino all'anno successivo chiedendo le dimissioni sue e del governo militare, una nuova costituzione, il ridimensionamento delle prerogative della monarchia e il ritorno a una vera democrazia. Nell'agosto 2022 fu sospeso dall'incarico di primo ministro per aver ricoperto la carica oltre il limite massimo di 8 anni previsto dalla costituzione, e fu reintegrato nella carica il successivo 30 settembre con una sentenza della Corte costituzionale.
Per le elezioni del 2023, Prayut si candidò nuovamente primo ministro ma con il nuovo partito filo-militare Ruam Thai Sang Chart, in cui confluirono anche molti membri di Palang Pracharat. Entrambi i partiti subirono una pesante sconfitta, Prayut rimase primo ministro in attesa della nomina del suo successore, e l'11 luglio 2023 fu annunciato che dopo tale nomina si sarebbe ritirato dalla vita politica. I due partiti filo-militari entrarono clamorosamente nella coalizione di governo promossa da Pheu Thai, il partito che guidava il governo destituito con il colpo di Stato del 2014, impossibilitato a formare una coalizione democratica nel 2023 per l'opposizione del Senato, che era rimasto lo stesso del 2019.

## Biografia

### Carriera militare
Prayut compì gli studi militari nella Scuola preparatoria per le accademie delle forze armate e in altri due college dell'esercito; frequentò quindi due corsi per ufficiali di fanteria e si iscrisse poi a Bangkok al corso di laurea in Scienze alla Regia Accademia Militare Chulachomklao. Dopo la laurea fu trasferito al 21º Reggimento di fanteria delle Guardie della regina. Nel 2002 fu nominato vice-comandante generale della 2ª Divisione di Fanteria della Guardia reale, diventandone comandante generale l'anno successivo. Nel 2005 ebbe il grado di vice comandante generale della 1ª Area dell'esercito, di cui faceva parte la 2ª Divisione di Fanteria, per poi diventarne il comandante generale nell'ottobre 2006 a supporto del futuro comandante in capo dell'esercito Anupong Paochinda, dopo il colpo di Stato militare che aveva posto fine al governo del primo ministro Thaksin Shinawatra.
Giunto ai vertici delle forze armate, entrò a far parte della fazione dell'esercito chiamata "Tigri Orientali", i cui membri provenivano soprattutto dalle Guardie della regina del 21º Reggimento di fanteria di stanza nella Thailandia dell'Est. In questa fazione si unì ai generali Prawit Wongsuwan, che fu comandante in capo dell'esercito tra il 2004 e il 2005, e Anupong Paochinda, che rivestì la stessa carica dal 2007 al 2010.
Prayut si mise in luce come inflessibile filo-monarchico e oppositore dell'ex primo ministro Thaksin Shinawatra, che dopo il colpo di Stato del 2006 si auto-esiliò nel 2008, nel timore di essere condannato nei procedimenti penali in cui era accusato di corruzione e conflitto di interessi. Dopo il colpo di Stato che aveva esautorato Thaksin, Prayut entrò a far parte del Parlamento, dove fu inserito nel Comitato per l'Ambiente e le Risorse Naturali. In questi due anni, una giunta militare appoggiò il governo del generale Surayud Chulanont fino alle elezioni che videro vincitore il Partito del Potere Popolare (PPP), alleato di Thaksin.
Primo ministro fu nominato Samak Sundaravej, che dopo pochi mesi venne destituito dalla Corte Costituzionale per conflitto d'interessi. Il suo posto fu preso da un altro membro del PPP, Somchai Wongsawat, cognato di Thaksin, che dopo soli due mesi fu a sua volta deposto dalla Corte Costituzionale con l'accusa di brogli elettorali commessi dal PPP. Il partito venne disciolto e i suoi membri inibiti a ricoprire cariche pubbliche per 5 anni. La legislatura con il governo del PPP fu accompagnata da crescenti proteste dei conservatori, che arrivarono ad occupare il Parlamento e l'aeroporto Suvarnabhumi, il principale scalo del Paese.
In quegli anni furono affidati a Prayut incarichi direttivi in diverse aziende di importanza nazionale. Tra il 2007 e il 2010 fu presidente della Thai Oil Public. Nel frattempo continuava la sua scalata ai vertici dell'esercito; tra il 2008 e il 2009 fu capo di stato maggiore dell'esercito e fu nominato aiutante onorario del re. Il 17 dicembre 2008, il governo fu affidato senza elezioni a Abhisit Vejjajiva del conservatore Partito Democratico, e questo evento fu duramente contestato dalla fazione pro-Shinawatra. Prayut divenne vice-comandante in capo dell'esercito nell'ottobre 2009 e nel 2010 fu accusato per aver favorito il duro intervento con cui l'esercito stroncò le manifestazioni delle Camicie Rosse del Fronte Unito per la Democrazia contro la Dittatura, sostenitori dell'esiliato Thaksin che chiedevano nuove elezioni. Il bilancio finale degli scontri fu di 90 morti e 2.000 feriti.

#### Comandante in capo dell'esercito

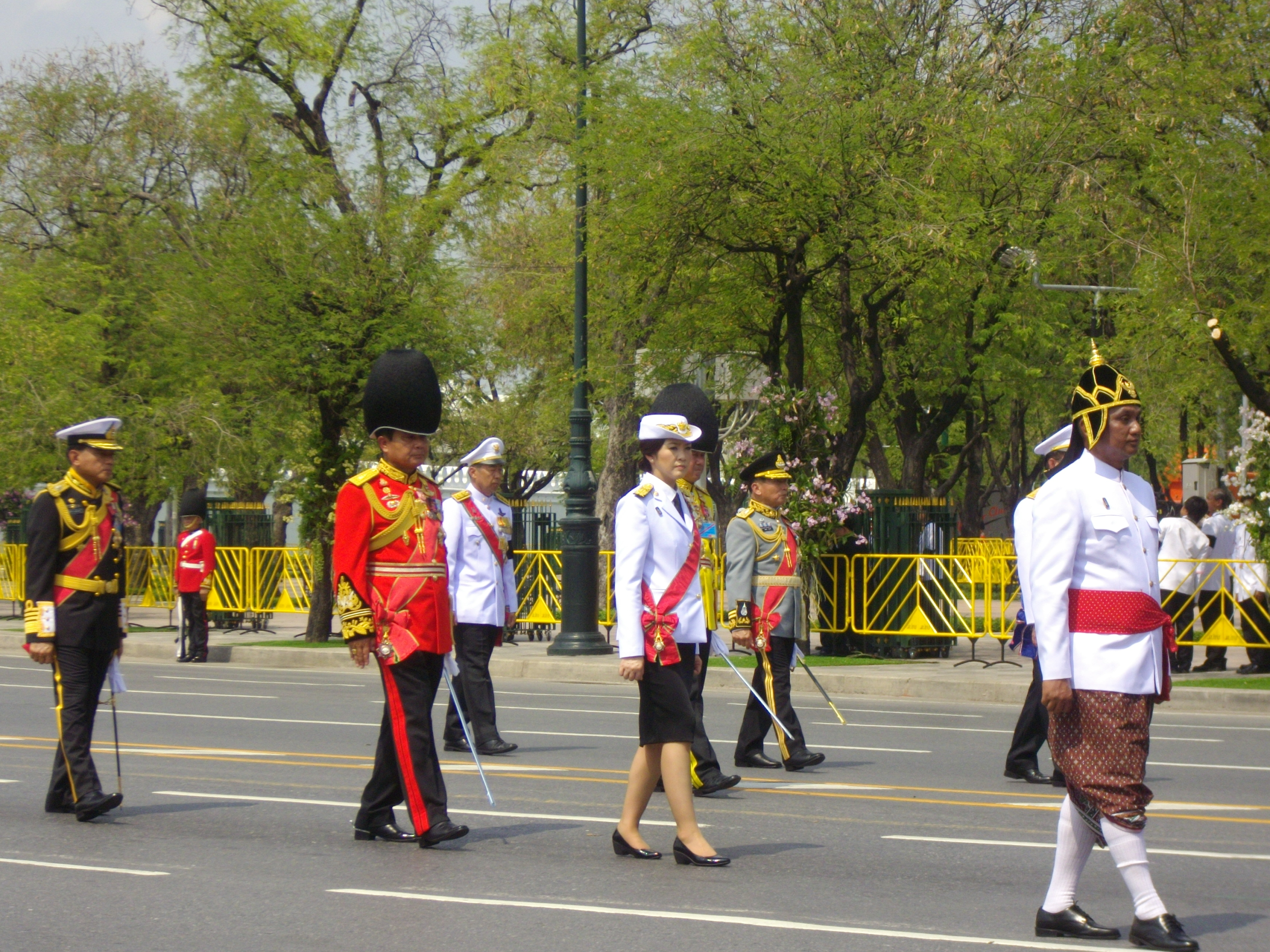
Bangkok, 9 aprile 2012. Prayut in uniforme rossa affianca Yingluck Shinawatra durante il rito funebre nella piazza reale Sanam Luang in onore della principessa Bejaratana Rajasuda, cugina del re

Prayut Chan-o-cha succedette a Anupong Paochinda nella carica di comandante in capo del Reale Esercito Thailandese il 1º ottobre del 2010, Il successivo 7 ottobre assunse la carica di presidente dell'importante Banca Militare Thai.
Dopo essere arrivato al vertice dell'esercito, inizialmente Prayuth moderò le proprie posizioni, arrivando a incontrare i famigliari delle vittime degli scontri del 2009-2010, e in seguito fece sapere che l'esercito non avrebbe interferito nella politica. Si smentì durante la campagna elettorale del 2011, invitando gli elettori a votare per le brave persone, facendo intendere di votare contro Yingluck Shinawatra, la sorella di Thaksin vincitrice delle elezioni del luglio 2011, con il cui governo avrebbe in seguito collaborato.

### Manifestazioni anti-governative del 2013-2014
La crisi politica thailandese si riacutizzò con una lunga serie di manifestazioni anti-governative a Bangkok tra la fine del 2013 e l'inizio del 2014, che avrebbero portato al colpo di Stato guidato da Prayut. Tali manifestazioni ebbero origine nell'ottobre 2013 da una proposta di legge presentata dal governo, che prevedeva un'amnistia per i reati connessi alla crisi politica tra il 2006 e il 2011, di cui avrebbe beneficiato anche Thaksin. Contestando la proposta, i conservatori innescarono una serie di grandi manifestazioni, paralizzando per lungo tempo buona parte della capitale e determinando la caduta dell'esecutivo di Yingluck, che dissolse il Parlamento in dicembre e continuò a governare ad interim in attesa di nuove elezioni.
Le elezioni furono fissate per il 2 febbraio 2014, ma vennero annullate per il boicottaggio dall'opposizione che presidiò i seggi elettorali per impedire di votare. I conservatori chiesero una nuova legge elettorale che impedisse alla famiglia Shinawatra la possibilità di controllare il governo, rinviando le nuove elezioni. Nel maggio del 2014 Yingluck fu destituita con una sentenza della Corte Costituzionale, riconosciuta colpevole di "abuso del potere politico a fini personali", per aver rimosso dall'incarico nel 2011 l'ex capo del Consiglio di sicurezza nazionale e averlo sostituito con un proprio parente. Con tale sentenza vennero destituiti anche tutti gli altri ministri in carica quando successe il fatto. Il nuovo esecutivo provvisorio fu formato con altri politici della coalizione che era al governo, non implicati nella rimozione dell'ufficiale nel 2011. Primo ministro ad interim fu nominato Niwatthamrong Boonsongpaisan, ex ministro del Commercio, incaricato di guidare il Paese verso nuove elezioni.
I dimostranti anti-governativi proseguirono a protestare e a chiedere al senato, rimasto in carica, di proclamare un nuovo governo per preparare una nuova legge elettorale a loro congeniale, senza la quale quasi sicuramente i partiti vicini agli Shinawatra avrebbero vinto le consultazioni, appoggiati da larghe fasce della popolazione meno abbiente, come era successo in tutte le elezioni a partire da quella del 2001. Anche le Camicie rosse fedeli agli Shinawatra si riunirono in massa nei pressi della capitale in supporto del governo e si temette che la vicinanza tra i due schieramenti potesse portare a una guerra civile. Nel periodo di questi disordini, Prayut aveva dichiarato che l'esercito si sarebbe mantenuto neutrale.

### Colpo di Stato e accentramento dei poteri
Con l'acutizzarsi della tensione ed avendo constatato l'impossibilità di conciliare i due schieramenti, il 20 maggio 2014 i militari del neonato Consiglio nazionale per la pace e per l'ordine, capeggiato da Prayut, proclamarono la legge marziale ed il 22 successivo effettuarono un colpo di Stato, il dodicesimo da quando è stata concessa la Costituzione nel 1932. Il governo ad interim fu sciolto, la Costituzione (imposta nel 2007 dall'esercito) soppressa, entrò in vigore il coprifuoco sul territorio nazionale dalle 22 alle 5 e i dimostranti di entrambi gli schieramenti furono dispersi. I provvedimenti vennero presi dopo che, a partire dall'inizio delle proteste in novembre, 28 persone avevano perso la vita e 700 erano state ferite in scontri e attentati collegati alle proteste.
La mattina del 23 maggio, Prayut si auto-proclamò primo ministro ad interim della Thailandia e convocò 23 leader politici nazionali nonché 114 esponenti delle dimostrazioni dei mesi precedenti. All'incontro partecipò la deposta prima ministra Yingluck, che venne tratta in arresto assieme ad alcuni familiari e a molti dei politici ed attivisti presenti, dopo che era stato loro notificato il divieto di lasciare il Paese.

### Primo ministro e nuova Costituzione
Il 22 luglio 2014, la giunta fece promulgare dal re la Costituzione provvisoria, che garantiva impunibilità ed enorme potere ai vertici della stessa giunta. Il 1º agosto furono nominati i membri di un parlamento provvisorio, la maggior parte dei quali erano ufficiali dell'esercito e della polizia. Secondo il portavoce della giunta, l'organo legislativo avrebbe dovuto rimanere in carica fino alle nuove elezioni, previste inizialmente per la fine del 2015 o l'inizio del 2016. Il nuovo parlamento elesse all'unanimità Prayut primo ministro della Thailandia il successivo 21 agosto. In seguito queste date furono disattese e per lungo tempo non furono fissate le nuove elezioni.
Con la morte di re Rama IX il 13 ottobre 2016, salì al trono il figlio Vajiralongkorn (Rama X), che fin dall'inizio del suo regno fu molto attivo politicamente allargando la sua sfera d'influenza nelle vicende interne thailandesi. L'imposizione dei suoi voleri alla giunta militare venne vista da alcuni osservatori come il tentativo di rafforzare il prestigio della monarchia nel Paese centralizzando il potere secondo uno stile di stampo assolutista, al contrario di quanto fece il padre Rama IX nei rapporti con le varie giunte militari che guidarono la Thailandia durante il suo regno. Il nuovo re impose emendamenti alla Costituzione del 2017, nonostante che il progetto della Costituzione stilato dai militari fosse stato approvato nel criticato referendum costituzionale del 2016; questi emendamenti gli concedettero ulteriori privilegi, come quelli di emanare gli editti reali senza la fino ad allora necessaria controfirma di un ministro e di poter liberamente soggiornare all'estero senza essere più obbligato a nominare un reggente.
Il 6 aprile 2017 Vajiralongkorn controfirmò la nuova Costituzione definitiva preparata dalla giunta (la 20ª da quando fu introdotta la monarchia costituzionale nel 1932) che aumentò i poteri dei militari e della Corte costituzionale in ambito politico per prevenire il ritorno al potere di Thaksin Shinawatra e dei suoi alleati. In particolare la nuova Costituzione garantì alla giunta militare la nomina dei membri del Senato alle future elezioni, Fra gli altri privilegi garantiti al re dal governo di Prayut, vi fu nel 2018 il trasferimento al sovrano della proprietà degli ingenti beni della Casa reale controllati dall'Agenzia della Proprietà della Corona, fino ad allora considerati un patrimonio pubblico, che resero Vajiralongkorn uno dei sovrani più ricchi al mondo. Consolidò inoltre il proprio potere trasformando Consiglio privato della Thailandia, Agenzia della Casa Reale e Agenzia della sicurezza reale in sue agenzie personali; nel 2020 il governo trasferì sotto il comando personale del re due unità dell'esercito. Il budget dell'Agenzia reale fu di 290 milioni di dollari per il 2020, più del doppio del budget del 2018.

### Elezioni del 2019 e nomina a primo ministro dal nuovo Parlamento
Dopo innumerevoli rinvii, le elezioni si tennero il 23 marzo 2019. Prayut si candidò a primo ministro con il nuovo Partito Palang Pracharath (PPP), pur non essendone iscritto. I leader del partito ricevettero pesanti critiche per la loro stretta relazione con la giunta militare e per le accuse di aver abusato dei loro incarichi nel governo dittatoriale per la raccolta fondi e la campagna elettorale in favore di Palang Pracharath. A fine gennaio, dopo che era stata fissata la data delle consultazioni, quattro ministri dell'esecutivo di Prayut diedero le dimissioni per concentrarsi sulla campagna elettorale. Il giorno dopo fu annunciato che i candidati del partito per la carica di primo ministro erano Prayut Chan-o-cha, Uttama Savanayana e il vice-primo ministro Somkid Jatusripitak. Il successivo 8 febbraio il partito scelse come candidato unico Prayut, che non era membro del partito in quanto la Costituzione del 2017 voluta dai militari prevedeva questa possibilità. Durante la campagna elettorale del 2019, Vajiralongkorn esortò pubblicamente i thailandesi a votare per le "brave persone" (in thailandese คนดี, khon di, riferendosi ai partiti che appoggiavano la giunta), intervento di un sovrano che non aveva precedenti nella storia elettorale del Paese.
Gruppi per i diritti civili e osservatori politici criticarono il sistema di voto e la Commissione elettorale per i molti errori e irregolarità riscontrate. I 250 membri del Senato, secondo quanto previsto dalla Costituzione, dovevano essere scelti dalla giunta, rendendo difficile la vittoria nelle consultazioni per le opposizioni. Anche l'esito finale fu aspramente contestato, vi furono diversi rinvii sull'annuncio dei risultati definitivi, che secondo il comitato organizzatore avrebbe potuto essere disponibile il 9 maggio. Politici del Pheu Thai sostennero che vi erano stati brogli e che avrebbero fatto ricorso alla magistratura. Il primo annuncio ufficiale dei risultati parziali fu il 26 marzo, con il Partito Pheu Thai in vantaggio come numero di seggi, con una maggioranza non assoluta, seguito a breve distanza dal Partito Palang Pracharath, che fu guidato da Prayuth e poté invece contare su un numero maggiore di voti a livello nazionale. Terzo fu il Partito del Futuro Nuovo, seguito dal Partito Democratico e dal Partito Bhumjaithai. Il 27 marzo, i rappresentanti di Pheu Thai, Partito del Futuro Nuovo, Partito Liberale Thai, Partito Phea Chart, Partito Prachachat, Potere del Popolo Thai e Partito della Nuova Economia, che insieme ottennero 255 seggi dei 500 seggi alla Camera, annunciarono di voler formare una coalizione di governo in opposizione ai programmi della giunta militare. Anche il Partito Phalang Pracharath affermò di aver vinto le elezioni come formazione che ricevette il maggior numero di voti e di avere quindi il diritto di formare il nuovo governo.
Nuovi risultati del voto furono annunciati l'8 maggio, il numero dei seggi assegnati ai partiti differì in modo determinante da quello annunciato il 28 marzo. La Commissione elettorale aveva cambiato i criteri durante la lunga fase di scrutinio abbassando la soglia per l'assegnazione di un seggio da 71.000 a 30.000 voti e fece sapere che la soglia annunciata in precedenza non rispecchiava l'esigenza di avere più seggi distribuiti alle liste dei partiti. La Commissione aveva potuto operare il cambiamento dopo che la Corte costituzionale la autorizzò a formulare il nuovo sistema di calcolo. Con il nuovo sistema, i partiti del fronte democratico potevano arrivare a 245 seggi e i 10 seggi di differenza furono assegnati a partiti minori che garantirono una risicata maggioranza alla coalizione sostenuta dai militari. Il cambiamento dei criteri di assegnazione dei seggi da parte della Commissione elettorale provocò un'aspra contestazione dei partiti del fronte democratico, in particolare Pheu Thai e Futuro Nuovo, che annunciarono di voler ricorrere a ogni possibile via legale per contrastare questo che definirono un abuso dei militari.
Anche i risultati annunciati l'8 maggio furono provvisori, con il congelamento dei risultati di una circoscrizione della provincia di Chiang Mai dove uno dei candidati locali era stato squalificato. Grazie alle modifiche della Commissione elettorale e alla nuova assegnazione dei seggi, i partiti che appoggiavano la giunta riuscirono a strappare altri due seggi nelle nuove votazioni del 26 maggio a Chiang Mai, malgrado la schiacciante vittoria di Phue Thai. Furono così 10 i seggi totali persi dal fronte democratico, in particolare dal Partito del Futuro Nuovo, e i 10 partiti minori che se li assicurarono si allearono con la coalizione filo-militare. Nel frattempo il nuovo Parlamento si era riunito per la prima volta due giorni prima e, grazie anche al voto dei 250 senatori scelti dalla giunta militare, il 5 giugno fu confermato primo ministro Prayut, che ottenne 254 voti dai parlamentari della Camera bassa.

### Contestazioni del 2020 e 2021
Alle elezioni del 2019 aveva avuto grande successo il Partito del Futuro Nuovo (PFN), che aveva riscosso 6 milioni di voti soprattutto tra i giovani offrendo un'alternativa ai tradizionali partiti politici e ponendosi in conflitto con i militari al potere. Il PFN fu disciolto il 21 febbraio 2020 con una sentenza della Corte costituzionale, organo da diversi anni sotto il controllo militare. Il verdetto scatenò la reazione popolare ed ebbero subito inizio una serie di manifestazioni anti-governative che si interruppero a fine mese per il lockdown imposto per limitare la diffusione della pandemia di COVID-19 in Thailandia. Le proteste ripresero con vigore in luglio con una serie di imponenti manifestazioni, le principali richieste dei dimostranti furono inizialmente lo scioglimento del Parlamento, la fine delle intimidazioni delle forze dell'ordine e profonde modifiche alla Costituzione. In agosto si aggiunse la clamorosa richiesta di una radicale riforma della monarchia che prevedeva pesanti tagli ai privilegi del re, un evento senza precedenti nella storia del Paese. I dimostranti espressero inoltre la convinzione che il connubio tra le forze armate e la monarchia fosse un ostacolo da abbattere per avere una democrazia reale.
Il governo di Prayut reagì emanando un severo stato di emergenza nonché inviando le forze dell'ordine a disperdere le pacifiche manifestazioni con una ondata di arresti e con l'uso di gas lacrimogeni e cannoni ad acqua. Le proteste ebbero un positivo impatto su buona parte dell'opinione pubblica, Prayut promise emendamenti alla Costituzione ma non fu ritenuto credibile e le dimostrazioni proseguirono. A settembre si cominciò a speculare su un possibile colpo di Stato militare ai danni del governo di Prayut, che sembrava non essere in grado di gestire i disordini. Le preoccupazioni in tal senso dei dimostranti si basavano soprattutto sul fatto che all'interno delle forze armate era in piena ascesa la fazione più vicina al re, mentre quella che aveva portato al potere Prayut era in netto declino. Per porre fine alle proteste, nel novembre 2020 il governo riprese a utilizzare per la prima volta dopo due anni la severa legge contro la lesa maestà. Subito iniziò un'ondata di denunce e arresti ai danni dei dimostranti, molti dei leader furaono incarcerati e le proteste persero di intensità anche per l'improvviso moltiplicarsi dei contagi di COVID-19.
Con la nuova ondata di contagi da COVID-19 dell'aprile 2021, a luglio le manifestazioni ripresero intensità e, oltre alle consuete rivendicazioni, il governo fu contestato per la pessima gestione della campagna di vaccinazione e per le disastrose conseguenze sull'economia; vi presero parte molti cittadini di ogni età che non avevano manifestato nei mesi precedenti. Il 10 novembre 2021 la Corte costituzionale stabilì che le richieste per la riforma della monarchia presentate dai dimostranti avevano come obiettivo la destabilizzazione dello Stato e il rovesciamento della monarchia, definendole un abuso dei diritti e delle libertà e un danneggiamento per la sicurezza dello Stato. La sentenza fu definita un nuovo supporto della magistratura al governo militare nonché un "colpo di Stato giudiziale", che avrebbe potuto favorire il ritorno alla monarchia assoluta e innescare nuove accuse contro i dimostranti tra cui quella di tradimento, reato per il quale è prevista la pena di morte. In quel periodo ebbero fine le proteste, con i dimostranti scoraggiati dalla repressione delle forze dell'ordine e dalle condanne inflitte dai tribunali.

### Sospensione dall’incarico di primo ministro e reintegro nella carica
Il 24 agosto 2022, Prayut fu sospeso dall’incarico dalla Corte costituzionale della Thailandia, che aveva accolto una petizione dell’opposizione secondo cui aveva superato il limite di 8 anni di mandato prescritto dalla Costituzione. La carica fu assegnata ad interim al vice-primo ministro Prawit Wongsuwan. L’opposizione sostenne che Chan-o-cha avesse iniziato a governare con il colpo di stato del maggio 2014 che lo aveva portato al potere, per poi auto-nominarsi primo ministro nell'agosto successivo. Secondo i sostenitori di Prayut, il vero mandato sarebbe iniziato con l'entrata in vigore della Costituzione del 2017 (scritta interamente dai militari) o con la nomina a capo del governo dopo le elezioni del 2019. Il 30 settembre la Corte costituzionale accolse la tesi che il mandato aveva avuto inizio con l'entrata in vigore della Costituzione, consentendogli di riprendere il suo posto alla guida del governo.

### Elezioni del 2023 e ritiro dalla vita politica
Si creò una malcelata spaccatura nel Palang Pracharath, in particolare tra Prayut e Prawit Wongsuwan, che nel 2020 era diventato il leader del partito. Dopo che Palang Pracharath scelse Prawit come candidato primo ministro per le elezioni del 14 maggio 2023, il 23 dicembre 2022 Prayut annunciò la sua disponibilità di aderire al nuovo Partito Ruam Thai Sang Chart (PRTSC) e che avrebbe accettato di diventarne il candidato per un nuovo mandato a primo ministro. Comunicò inoltre che in vista delle elezioni trovava fattibile la collaborazione con Palang Pracharath e Prawit. Sulla stampa fu anche ipotizzato che il passaggio al PRTSC di Prayut e di membri del PPP fosse una strategia dei militari per guadagnare più voti complessivi alle elezioni. La candidatura di Prayut fu formalmente resa pubblica il 25 marzo, secondo quanto stabilito dalla Costituzione del 2017 e dalla sentenza del settembre 2022 della Corte costituzionale, l'eventuale nuovo mandato poteva durare due soli anni.
Il voto vide il netto successo dei partiti pro-democrazia Kao Klai (con 151 seggi) e Pheu Thai (con 141), che assieme si assicurarono 292 dei 500 seggi alla Camera, e sancì la secca sconfitta dei partiti associati ai militari Palang Pracharath e Ruam Thai Sang Chart, che insieme raccolsero solo 76 seggi contro i 116 di Palang Pracharath nel 2019. Prayut rimase primo ministro in attesa della nomina del suo successore, e l'11 luglio 2023 fu annunciato che dopo tale nomina si sarebbe ritirato dalla vita politica.
Fu siglata un'alleanza pro-democrazia guidata da Kao Klai e Pheu Thai assieme ad altri sei partiti che disponeva di 313 seggi, contro i 376 necessari per avere la maggioranza assoluta tra i 500 deputati e i 250 senatori, che erano quelli nominati dai militari secondo quanto previsto dalla Costituzione del 2017. A luglio fu sottoposta al nuovo Parlamento la candidatura a primo ministro del leader di Kao Klai Pita Limjaroenrat e fu bocciata, non avendo trovato l'appoggio dei senatori. Kao Klai si era formato con i fuoriusciti del disciolto Futuro Nuovo, era il partito che aveva maggiormente sostenuto le proteste del 2020-2021 e aveva trionfato al voto di maggio dopo una campagna elettorale in cui aveva promesso radicali riforme che avrebbero posto fine al dominio nelle istituzioni dei conservatori, per i quali era quindi prioritario impedirgli di conquistare il potere.
Pheu Thai annunciò in quei giorni che avrebbe formato una nuova alleanza senza Kao Klai, adducendo come motivo l'impossibilità di formare un governo vista l'intransigenza di Kao Klai nel voler modificare la severa legge sulla lesa maestà, che la maggior parte dei parlamentari riteneva intoccabile. Pheu Thai presentò come candidato primo ministro Srettha Thavisin, il neo-eletto deputato nelle file del partito. Il 7 agosto Bhumjaithai fu il primo a entrare nella nuova alleanza a cui si aggiunsero altri nove partiti, gli ultimi dei quali furono Palang Pracharath e Ruam Thai Sang Chart. Il 22 agosto, la maggioranza del Parlamento riunito votò in favore della candidatura a primo ministro di Srettha Thavisin con 482 voti favorevoli, ponendo fine dopo 9 anni ai governi di Prayut. La clamorosa entrata nella coalizione del tradizionale nemico Pheu Thai, fu vista come un tentativo delle élite filo-monarchiche e filo-militari conservatrici di arginare l'emergere dei progressisti di Kao Klai, costringendoli all'opposizione.